# 1307 هـ
1307 هـ هي سنة في التقويم الهجري امتدت مقابلةً في التقويم الميلادي بين سنتي 1889 و1890.

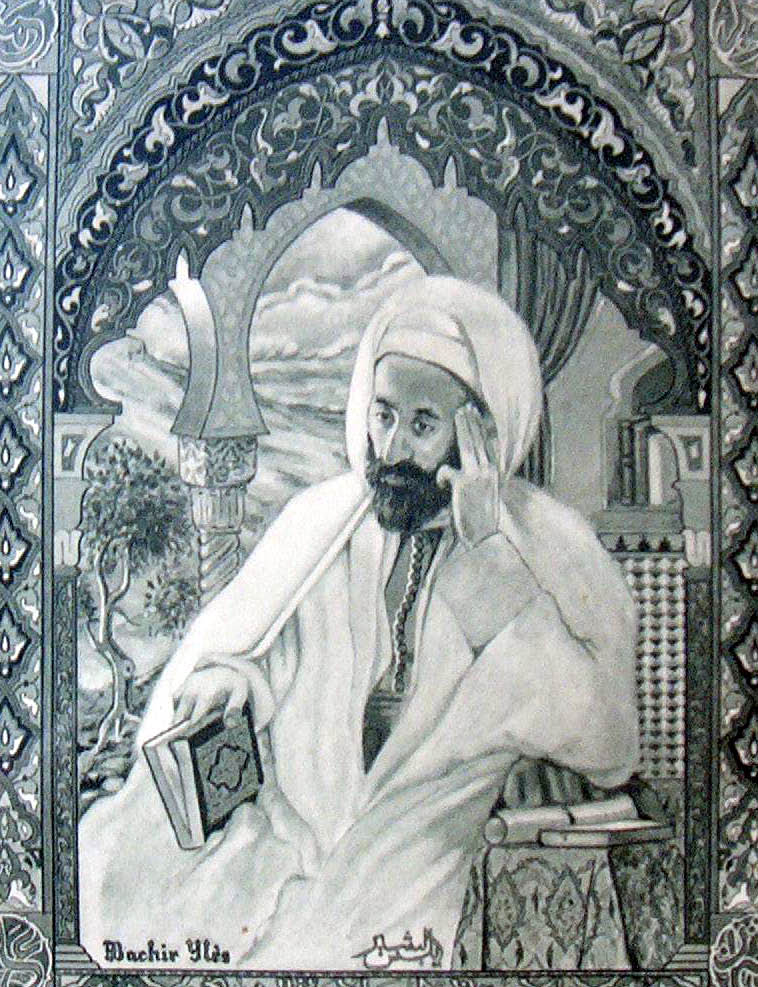
عبد الحميد بن باديس

## أحداث
- مرض الأمام عبد الله بن فيصل بن تركي آل سعود في حائل وكان ذلك في حائل, والسبب الرئيسي لذلك هو لشيوخه وكبره.
- موافقة محمد بن عبد الله بن علي الرشيد بإطلاق سراح الأمام عبد الرحمن بن فيصل وأخوه عبد الله.
- عودة الأمام عبد الله بن فيصل إلى الرياض وعودته إلى الحكم.
- وفاة الأمام عبد الله بن فيصل بن تركي آل سعود بعد يوم واحد من عودته إلى الرياض, عن عمر ناهز 60عاما. رحمة واسعة وأسكنه فسيح جناته.
- بدء الصلاة على الأمام عبد الله بن فيصل بن تركي آل سعود, وحضور عدد من حكام العرب مثل الخديوي توفيق ومحمد بن صباح الصباح
- دفن الأمام عبد الله بن فيصل بن تركي آل سعود في مقبرة العود في الرياض.
- مبايعة الأمام عبد الرحمن بن فيصل بن تركي آل سعود إماما للدولة بعد أن سمح له محمد بن عبد الله بن علي الرشيد.
- ذو الحجة وفاة سمو الأمير فيصل بن عبد الرحمن بن فيصل آل سعود في الرياض ووفاته إثرت بوقف العمل في وزارة الحروب السعودية القديمة, ووفاته كان عن عمر ناهز 36عاما.
- بدء الصلاة على الأمير فيصل بن عبد الرحمن بن فيصل آل سعود في الرياض ودفنه قرب جده الأمام فيصل بن تركي رحمهم الله وأسكنهم فسيح جناتهم.

## مواليد
- الطيب العقبي
- عبد الحميد بن باديس
- عبد الرحمن بن ناصر السعدي
- ماجد بك الزهدي
- عساف الحسين المنصور العساف الثاني.
- عبد المهيمن أبو السمح
- أنخل بالنثيا
- الطيب بن خضراء
- حسنين محمد مخلوف
- رشيد بيضون
- عباس العزاوي
- عز الدين التنوخي
- محمد إدريس السنوسي
- محمد بوجندار
- محمد شرف (رائد المعاجم)
- مكرم عبيد
- ميشال معلوف
- هادي الشيرازي الحائري
- حمزة قفطان
- دهام بن الهادي بن العاصي الجربا

## وفيات
- خير الدين التونسي
- فيصل بن عبد الرحمن بن فيصل بن تركي آل سعود
- كاميلو كاستيلو برانكو
- محمد بن حسن بن عمر الشطي
- محمد بيرم الخامس
- محمود البقلي
- هاينريش توربكه
- يوسف داود (كاتب)
- ابن الأسير
- محمد صديق خان
- فرحان بن صفوق الجربا شيخ قبيلة شمر الجزيرة (1847-1890)